# Yakuza Graveyard
Yakuza Graveyard (jap. やくざの墓場 くちなしの花, Yakuza no Hakaba: Kuchinashi no Hana, dt. „Friedhof der Yakuza: Gardenienblüte“) ist ein japanischer Gangsterfilm der Tōei aus dem Jahr 1976 mit Tetsuya Watari in der Hauptrolle. Regie führte Kinji Fukasaku, der als Meister des Yakuza-Films (yakuza eiga) gilt, einem klassischen japanischen Gangster-Subgenre, das er maßgeblich beeinflusste und Anfang der 1970er-Jahre mit seinem wegweisenden Epos Jingi naki tatakai (仁義なき戦い, engl. Battles Without Honor and Humanity) revolutionierte.
Am 27. Januar 2006 kam der Spielfilm in Originalsprache mit deutschen Untertiteln in die Videoauswertung.

## Handlung
Der Film spielt vor dem Hintergrund einer japanischen Rezession, mit der auch organisierte Gangsterbanden kämpfen. Daher drängt das große und mächtige Yamashiro-Syndikat, ein kriminelles Yakuza-Netzwerk, in das Territorium des deutlich kleineren Nishida-Syndikats, welches sich ausschließlich auf das Betreiben von lukrativen teils illegalen Glücksspielen in Osaka konzentriert. Die daraus resultierenden Streitigkeiten drohen zu eskalieren, die korrupte Polizei hängt mittendrin und versucht negative Schlagzeilen in der Öffentlichkeit zu vermeiden.
Der abgewrackte Polizist Kuroiwa ist seit dem einst von ihm verschuldeten Tod eines Verbrechers mit dessen Hinterbliebener liiert, ohne sie jedoch wirklich zu lieben. Eines Tages wird der für seine unorthodoxen Methoden bekannte Staatsbedienstete und trinkfreudige Schläger in ein neues Revier versetzt und der Abteilung 4 seines Revierleiters Akama unterstellt. Seine Aufgabe besteht anfangs darin, kriminelle Yakuza zu beobachten, doch aufgrund seines eigenmächtigen Handelns und seiner rüden Art bekommt der Ermittler, der wenig auf die korrekte Einhaltung der Dienstvorschriften gibt, bereits nach kurzer Zeit Ärger mit seinen Vorgesetzten. Die heuchlerische Polizeiführung, die sich später fast vollständig auf die Seite des Yamashiro-Klans stellt, zeigt sich besorgt über die Brutalität des Neuen; Kuroiwa findet bei seinen Kollegen kaum Anschluss.
Dennoch zeigt Kuroiwas mutiges Vorgehen gegen das organisierte Verbrechen erste Erfolge. Auf Bitte seines korrupten Revierleiters wird der Neuling zu einem Treffen des Nishida-Clans geführt, wo er neben dem alternden Anführer Sugi auch den bulligen Iwata und die attraktive Halbkoreanerin Keiko kennenlernt, die die Finanzen der Organisation regelt. Hier wird dem Polizisten Schmiergeld angeboten, das er im Gegensatz zu seinen Kollegen auf der Dienststelle ausschlägt. Die allgegenwärtige Korruption der Polizeiführung führt derweil zu einer Bevorzugung des mächtigeren Yamashiro-Syndikat bestehend aus vielen Ex-Polizisten. Dies bedingt fokussierte Aktionen gegen das Syndikat der Nishida. Kuroiwa versucht derweil nicht untätig zu verharren, sondern ermittelt auf eigene Faust und gerät so zwischen die Fänge der verfeindeten Clans. Nach und nach verliert er jeden Glauben an die Justiz. Die explosive Stimmung zwischen den Yakuzas endet schließlich in einem blutigen Bandenkrieg. Die Öffentlichkeit nimmt diese Entwicklung in Kenntnis, ohne jedoch zu reagieren.
In dieser Situation wird Kuroiwa von der selbstbewussten Keiko aufgesucht, die ihren inhaftierten Mann, einem hochrangigen Paten, besuchen will. Zwischen der Schönheit und dem Schläger entwickelt sich eine Liebelei, die in sexueller Leidenschaft endet. Währenddessen schließt sich der unterlegene und von der Polizei benachteiligte Yakuza-Clan mit benachbarten Organisationen zu einer schlagkräftigen und dem Yamashiro-Clan gleichwertigen Allianz zusammen. Zu den Bündnis-Feierlichkeiten wird auch der desillusionierte Kuroiwa geladen, der wenig später mit Iwata, dem Vertreter Sugis, Freundschaft schließt und so in einen gefährlichen Interessenkonflikt gerät. Diese verstrickte freundschaftliche Beziehung wird ihm später zum Verhängnis, als ihm die Yamashiro-treue Polizeiführung, die im Auftrag des zwielichtigen ehemalige Polizei-Vizepräsidenten Teramitsu handelt, unehrenhaft entlässt. Teramitsu leitet getarnt durch dubiose Gesellschaften die Geschicke des invasorischen Yakuza-Clans.
Es kommt zum offenen Bruch zwischen Kuroiwa und der Polizei. Die Kämpfe der rivalisierenden Gangsterformationen gehen mit unverminderter Härte weiter, die Öffentlichkeit nimmt daran regen Anteil. Die Polizei ist nun zum Handeln aufgefordert. Doch auch in dieser Situation verhaftet die Staatsgewalt zunächst Sugi vom immer aggressiver werdenden Nishida-Clan. Das unter Druck gesetzte Oberhaupt der kriminellen Vereinigung verrät trotz eines bestimmten Kodex seinen Vertreter Iwata der Polizei, den er für die eskalierende Gewalt verantwortlich macht. Da die Behörden jedoch dessen Aufenthaltsort nicht ausfindig machen können, ergreifen sie den undisziplinierten Kuroiwa, der ihnen unter dem Einfluss injizierter Drogen gezwungenermaßen das Geheimnis verrät. Iwata wird daraufhin brutal ermordet. Ein unsichtbarer Bruch mit den Nishidas entsteht. Der sich schuldig fühlende Kuroiwa, der von „seinen“ Yakuzas verachtet wird, da er fortan als Verräter gilt, versucht verzweifelt das Vertrauen Keikos wiederzuerlangen. Am Ende des Films entschließt er sich, des besten Freundes und der großen Liebe beraubt, die Verantwortlichen für den Mord und die zunehmende Gewalt in Osaka zu bestrafen. Mit stoischer Ruhe feuert er im Beisein des kompletten Polizeipräsidiums mehrfach auf Teramitsu, bis dieser tot zusammensackt, um wenig später von einem ehemaligen Weggefährten vor den Augen Keikos den Gnadenstoß verpasst zu bekommen.

## Kritiken
Blickpunkt:Film schrieb, das Werk sei ein „düsterer Gangsterfilm“ des Regisseurs, „in dem ein Polizist zwischen den Fronten die Probleme auf seine Weise“ löse.